# Bishnoïs
Les Bishnoïs (hindi : बिश्नोई), ou Vishnoï (de bish, « vingt » et noï, « neuf » en rajasthani, une forme dialectale de l'hindi), sont les membres d'une communauté vishnouïte surtout présente dans l'État du Rajasthan, majoritairement dans les régions de Jodhpur et de Bikaner, et dans une moindre mesure dans l'État voisin de l'Haryana en Inde. Elle a été créée par le guru Jambheshwar Bhagavan, appelé communément Jambaji (1451-1536).
Les Bishnoïs sont des hindous vaishnav qui suivent vingt-neuf principes édictés par leur gourou (d'où leur nom). Ils se caractérisent par leur végétarisme, leur respect strict de toute forme de vie (non-violence, ahimsâ), leur protection des animaux et des arbres, leur tenue vestimentaire particulière. On les définit souvent comme ayant une forte conscience écologique. Les Bishnoïs vivaient paisiblement dans des villages isolés loin des centres de peuplement, mais depuis une dizaine d'années, ils sont de plus en plus nombreux à vivre en ville. Ils seraient environ 700 000 dans l'ouest de l'Inde. Ce sont les rares hindous à enterrer leurs morts, du fait du bois vert (venant d'un arbre vivant, non mort) qu'il faudrait couper pour la crémation (les sadhus vishnouites, eux non plus, ne sont pas brûlés après leur mort, mais enterrés, généralement en position assise ; le site où ils sont enterrés devient un endroit sacré).
La gazelle indienne, ou chinkara (Gazella bennettii), est particulièrement vénérée par les Bishnoïs, leur maître Jambheshwar Bhagavan ayant déclaré qu'il se réincarnerait indéfiniment en chinkara après sa mort (dans la même région vivait la sadhvi Karni Mata, qui selon ses dévots se manifeste en rats blancs avec le reste de sa famille). La présence de la chinkara signale souvent un village ou un temple proche de la communauté, où on la trouve communément déambulant en toute confiance entre les maisons. Il arrive souvent encore de nos jours que les femmes bishnoïes allaitent les faons orphelins de cette espèce ou de l'antilope cervicapre qui est également un animal caractéristique du désert du Thar, où vivent de nombreux membres de la communauté bishnoïe.

## Le Shabda-Vani
Le Shabda-Vânî, ou Guru-Vani, est le livre saint de la sampradaya (« courant (de l'hindouisme) ») bishnoïe (qui est une forme, parmi d'autres, du vaishnavisme) ; il contient 120 versets, récités pour le culte domestique ou au temple  ; on y trouve la volonté d'épargner et de protéger toutes les créatures, animaux (dont les hommes) et végétaux, chapitres où transparaît l'idée que ce qui fait l'homme noble, c'est sa capacité à savoir le mal qu'il fait ou peut faire, et donc d'y renoncer, suivant ainsi la dévotion que l'âme doit envers le Dieu des dieux, Vishnou ; le refus de tuer volontairement un végétal est possible, même pour s'alimenter : il est inutile de déraciner ou d'abattre – de tuer – un végétal pour manger les fruits ou les légumes qu'il donne. En voici des exemples :

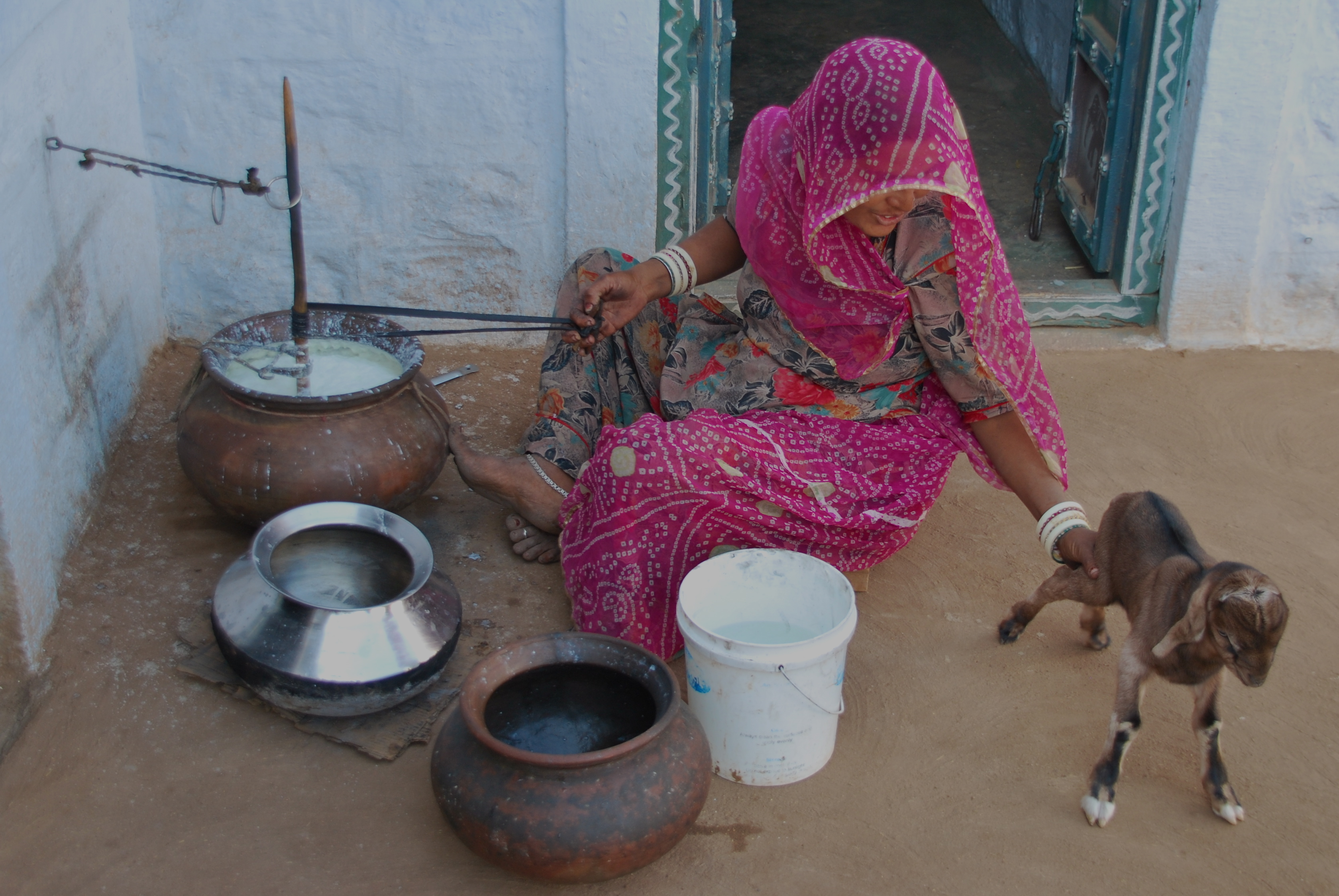
Une femme bishnoïe barattant le lait, et une jeune chèvre.

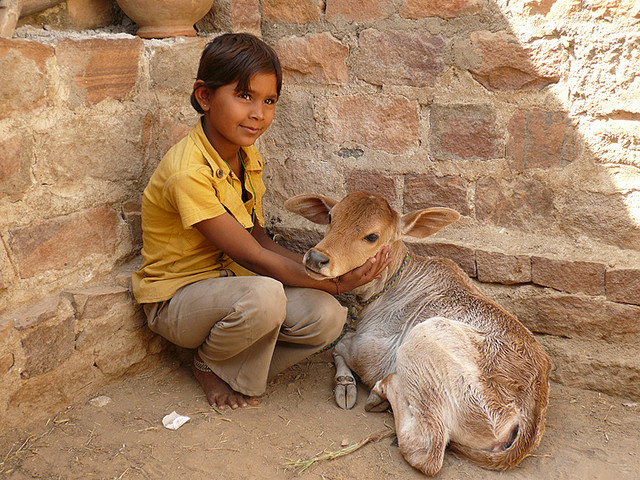
Enfant bishnoï avec un veau.

- Shahad 6 : mhe sare na bheta sîkh na puchhi, nîrat surat sab jani : « Je n'ai jamais été disciple d'une école pour demander la connaissance. Mais j'ai su la piété en consacrant mon moi à Dieu. » [5]

- Shahad 6 : utpatti hindu, jarna jogi, kirya brahmin, dil darvesa, un mun mulla, akal misalmani, « On peut prendre naissance en tant que Hindou : et être un yogi par l'endurance, être un brahmane par des œuvres pures, sacrées, être un derviche (ascète) par le cœur pur, être un mollah par la retenue du moi et par des pensées religieuses, et être un vrai musulman par l'intellect et en suivant les enseignements du prophète. » (ce verset signifie que notre statut vient de nos actes que l'on choisit, et non de la caste/famille dans laquelle nous avons pris naissance) [5]

- Shahad 9 : jîva upper jor karije, antikal hoysi bharu, « si tu exprimes ta force en molestant les animaux, la fin de ta vie sera douloureuse ».

- Shahad 10 : re binhi gunhe jîv  kyon maro, « pourquoi est-ce que tu tues les animaux qui sont innocents ? ».

- Shahad 14 : gau ka jaya khaga na hoyba, krishan charit bin daya na palat bhilu, « une vache ne peut donner naissance à un oiseau ; sans la grâce de Dieu, un membre des bhîl (tribu de chasseur) ne peut être compatissant. » [6]

- Shahad 15 : guru gaver garva shîtal nîru, meva hi ati mevu, « le guru (le « maître ») est fort et imposant comme la montagne Govardhan, mais aussi rafraîchissant et agréable que l'eau, aussi doux que les fruits. Guru signifie toutes ses qualités. » [7]

- Shabad 16 : lohe hunta kanchan ghadio, ghadio tham suthau. Jata hunta patr karilo, yeh krishan charit parvano, « de même que l'or est extrait de minerai (de fer) par chauffage et fusion, et ensuite devient de beaux bijoux faits pour orner le corps, de même les gens de cette région étaient pour la plupart des Jats (caste de paysans) impliqués dans des œuvres mauvaises, que j'ai rendus purs et pieux grâce au bishnoïsme. Cela fut possible de par la grâce de Dieu et c'en est une preuve. » [8]

- Shabad 17 : tayia sansu, taiya mansu, raktu, ruhiyu, kheeru neeru, jyu kar dekho, gyan andesu, bhula prani kah so karno, « Quand on atteint la connaissance, on ne fait plus ensuite de différence entre les humains à cause du genre, de la caste/communauté ou de la foi, parce que le souffle est le même, la chair est la même, le sang est le même et l'âme est la même. Nous devons voir (et traiter) le monde comme le fait le cygne qui sait séparer le lait de l'eau. Cette expression : « Dhud ka dhud pani ka pani », signifie que nous aurons à vivre des mauvaises et des bonnes choses, mais que nous devons accepter et mettre en œuvre les bonnes habitudes seulement. Faites ce que je dis car ainsi vous ne serez point trompés. » [9]

- Shahad 17 : ayi amano tat samano, aiyalo mhe purush na lena nari, « Dans l'univers entier, le principe de Dieu est partout ; sachez que je ne fais pas de différence entre mâle et femelle. » [9]

- Shabad 17 : sodat sagar so subhyagat, bhavan bhavan bhikhiyari. Bhikhi lo bhikhiyari lo, je adi param tant lado, « la personne capable peut chercher l'élément divin même sous la mer. Une fois que l'élément divin est trouvé, on ne se soucie plus alors des possessions mondaines et on peut vivre seulement avec les aumônes collectées d'une maison à une autre. » [9]

- Shahad 19 : roop anoop ramu pinde brahande, ghat ghat aghat rahayo, « Moi la forme de Dieu suis présente en toute chose, laide ou superbe, visible ou invisible, et j'erre en ce monde au sein de la plus petite des particules à l'intégralité de l'univers. Je suis présente dans le cœur de chaque créature et même dans les choses impossibles. » [10]

- Shahad 20 : ja ja daya na maya, ta ta vikram kya, « Là où la compassion et l'amour ne sont pas présents, les bonnes œuvres ne peuvent arriver. » [11]

- Shahad 44 : kay na pali jîv dayo, « pourquoi n'es-tu pas amical envers les animaux ? ».

- Shabad 64 : jeev vinashe lahe karne, « pourquoi tu tues des animaux par égoïsme ? »[12]

- Shahad 69 : sar santey rookh rahe to bhi sasto jaan, « si un arbre peut être sauvé, même au prix de la tête de quelqu'un, cela en vaut la peine ».

## Les 29 principes des Bishnoïs

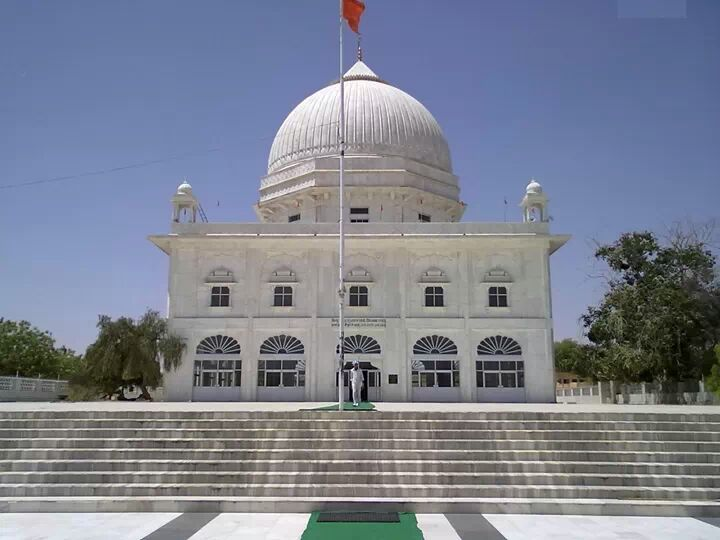
Temple bishnoi Muktidhâm mukâm-nokha, Bikaner, Rajasthan.

Ces préceptes (niyam) édictés par Jambheshwar Bhagavan (dit Jambheji) en 1485 sont les fondements, les pratiques et les fins de cette branche (sampradaya) de l'hindouisme. Suivre avec fidélité ces 29 commandements permet à l'adepte du bishnoïsme de se libérer définitivement du cycle des naissances (samsâra) et des morts en atteignant le Moshka, s'il y a Grâce de la part du Seigneur Vishnou.
Les 29 commandements ont donné naissance au nom bishnoï : « bish », comme vingt, en hindi, et « noï », neuf.
Le bishnoïsme a donc l'avantage d'être une branche de l'hindouisme très simple et facile à assimiler, qui se traduit par une règle de conduite qui devient une sagesse de vie, et qui lui a permis d'attirer les populations musulmanes soucieuses de se fondre dans l'hindouisme, tout en préservant la dévotion épurée islamique.[réf. nécessaire]
La tradition dit : « untis dharam  ki akhari, hirdye dhario joye, jambheji kirpa kari, nam bishnoi hoye », soit « celui qui suit honnêtement ces 29 niyams que Jambheji a offert, peut porter le nom de Bishnoï ».
Voici la liste des 29 règles des bishnoïs :
1. Observer une mise à l'écart de la mère et du nouveau-né pendant trente jours après l'accouchement (pour éviter des infections et à cause de l'éventuelle fatigue de la mère).
2. Écarter la femme de toute activité pendant 5 jours lors du début de ses règles (pour ne pas la fatiguer et respecter une certaine hygiène).
3. Chaque matin prendre un bain (dans la tradition indienne, le jour et la date ne changent pas à minuit, mais au lever du soleil [14]).
4. Maintenir la propreté externe du corps et interne de l'esprit (par un comportement et des sentiments humbles, sans animosité, par la santoshi (« satisfaction » de ce que l'on a), etc.)
5. Prier deux fois par jour (en matinée et en soirée ; en récitant le mantra « Aum Vishnou » par exemple [15]).
6. Chanter l' arti (hymne au Seigneur) chaque soirée.
7. Offrir l'oblation quotidienne au feu saint (havan) avec un cœur rempli de sentiments de bien-être pour tout être vivant, d'amour pour Mère Nature et le monde entier et de dévotion au Seigneur.
8. Employer l'eau filtrée, le lait et le bois de chauffage soigneusement nettoyé (pour éviter que des insectes soient tués ou brûlés).
9. Être attentif et conscient de ses paroles.
10. Pratiquer le pardon avec cœur.
11. Être compatissant par le cœur.
12. Ne pas voler.
13. Ne pas dénigrer, déprécier derrière le dos, qui que ce soit.
14. Ne pas mentir.
15. Ne jamais se livrer aux inutiles et excessives discussions, débats, disputes, controverses.
16. Jeûner lors de la nouvelle lune (amavas).
17. Réciter les noms saints de Vishnou avec adoration (pratique du Bhakti yoga, afin d'éliminer les ajar).
18. Être compatissant envers tous les êtres vivants (dayā bhūteṣu).
19. Ne pas détruire les arbres verts (c'est-à-dire non morts).
20. Brûler les ajar (passions de convoitises, d'irritation, d'envie, d'avarice et d'attachement).
21. Cuisiner soi-même, et ne pas accepter la nourriture cuisinée, conservée, dans des conditions impures (cuisinée avec de la viande par exemple).
22. Fournir un abri commun (That) aux animaux abandonnés (afin qu'ils finissent leur vie dignement et aussi pour leur éviter la détresse, l'abattoir).
23. Ne pas castrer les taureaux.
24. Ne pas consommer ni vendre de l'opium.
25. Ne pas consommer du tabac et ses dérivés.
26. Ne pas consommer ni vendre du cannabis.
27. Ne pas boire ni vendre de boisson alcoolisée.
28. Ne pas manger de viande ou d'autres aliments non-végétariens (afin d'épargner, sauver les animaux innocents et parce que tuer pour le plaisir est un péché : c'est le « végétarisme indien », excluant la zoophagie (viande bovine, de poissons, etc.) et la consommation d'œufs : manger de la viande est considéré comme le « premier des terrorismes »[16]).
29. Ne pas utiliser de vêtements teints avec la couleur bleue issue des végétaux (en Inde antique, cette couleur était obtenue grâce à un arbre sauvage, l'indigo, et c'est aussi la couleur symbolique de la mort et du tamas, – l'un des trois gunas).

### Source des 29 principes (niyama)

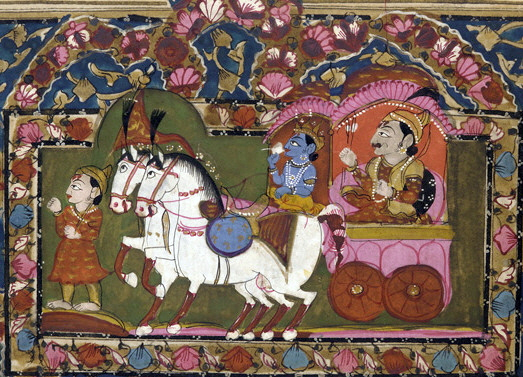
Krishna et Arjuna sur le champ de bataille de Kurukshetra (illustration du).

Les 29 principes du bishnoïsme sont une pierre d'angle pour ses membres, bien que partagés par d'autres branches de l'hindouisme, notamment vishnouïtes ou des personnalités sans affiliation particulière comme le Mahatma Gandhi (qui était un militant végétarien, pour le respect des femmes, de l'ahiṃsā, etc.), lecteur de la Bhagavad-Gita, œuvre sacrée pour tout hindou qui promeut ces principes de vie, où le seigneur Krishna chante :

« अभयं सत्त्वसंशुद्धिर्ज्ञानयोगव्यवस्थितिः । 
दानं दमश्च यज्ञश्च स्वाध्यायस्तप आर्जवम् ॥१६- १॥ 
अहिंसा सत्यमक्रोधस्त्यागः शान्तिरपैशुनम् । 
दया भूतेष्वलोलुप्त्वं मार्दवं ह्रीरचापलम् ॥१६- २॥ 
तेजः क्षमा धृतिः शौचमद्रोहो नातिमानिता । 
भवन्ति संपदं दैवीमभिजातस्य भारत ॥१६- ३॥ »

« (1.) L'intrépidité, la purification intérieure, la fermeté à acquérir la science, la libéralité, la maîtrise de soi, la réalisation de sacrifice, l'étude sacrée, l'austérité, la simplicité ; (2.) L'ahiṃsā [« non-violence universelle »], la véracité, la patience, le renoncement, le calme, la sincérité, la compassion envers toutes les créatures (dayā bhūteṣu), le désintéressement, la tendresse, la pudeur, la détermination tranquille ; (3.) la force, l'endurance, la volonté, la pureté, l'indulgence, la modestie, tels sont, ô Bhârata, les traits de qui est qualifié pour une destinée divine. »

— Bhagavad Gita, XVI.
On peut trouver le respect impérieux de tout ce qui vit, être vivant compris en tant que présence divine omniprésente, comme un reflet de la sagesse védique explicitée dans les Upanishad :

« Pour le yogi qui est connaisseur de Brahman, toutes les créatures vivantes sont Brahman. De ce fait, les distinctions de caste  lui sont indifférentes. »

— Pashupata Brahmana Upanishad, sûtra 39 (Atharva Véda).

## Le sacrifice d'Amrita Devi et des autres Bishnois

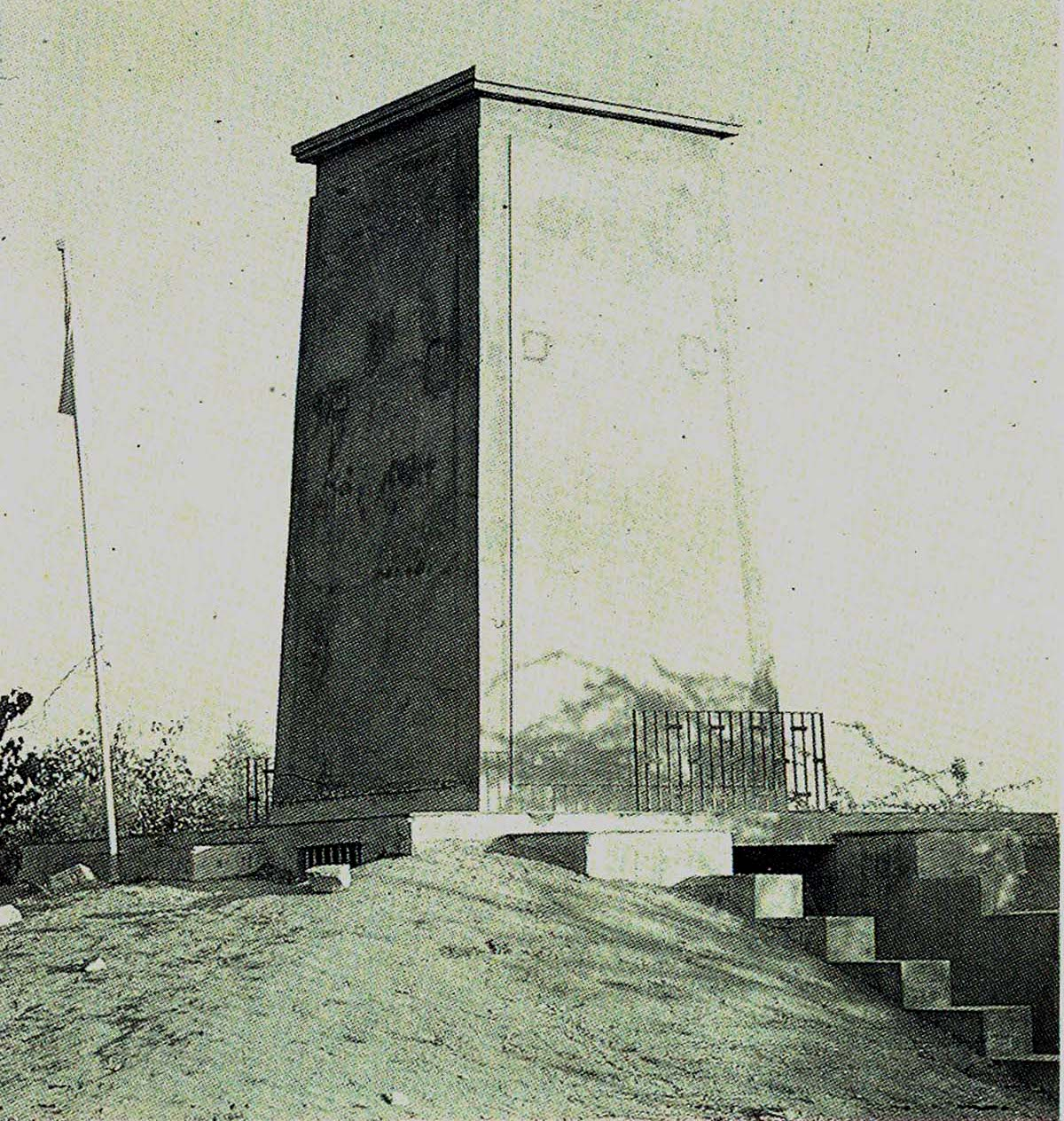
Cénotaphe de Khejarli, en l'hommage aux Bishnoïs assassinés (Kherjali).

La confrontation entre le reste de la société indienne et la communauté bishnoïe a parfois pris une tournure dramatique.
Les Bishnoïs entretiennent ainsi le souvenir du massacre de 1730, lorsque le maharaja Ajit Singh de Jodhpur envoya des coupeurs de bois (ses soldats) dans les villages aux alentours, pour couper les gros arbres, notamment les khejri, parmi les plus fameux arbres du désert : il avait besoin de bois pour alimenter ses fours à chaux dans le cadre d'un vaste chantier de rénovation de son palais[réf. nécessaire].
Ses hommes se rendirent sur les terres bishnoïes pour abattre des arbres : les Bishnoïs sortirent de leur village, et leur demandèrent de ne pas couper les arbres, expliquant que c'était contraire à leurs préceptes religieux.
Le maharadja confirma son ordre et les soldats se mirent à couper ; et une femme de la communauté, Amrita Dévi, ainsi que ses filles et d'autres femmes, s'interposèrent pour leur interdire cet abattage, entourant chacune un arbre de leurs bras.
Puis hommes, vieillards, jeunes suivirent l'exemple des femmes. Tous prirent un arbre à bras le corps ; et les soldats coupèrent, mutilèrent, sans distinction, les arbres et les Bishnoïs. 363 personnes furent ainsi massacrées pour avoir tenté de protéger les arbres.
Le roi de Jodhpur, ayant appris l'étendue du massacre, honora le courage des Bishnoïs en ordonnant que les zones qu'ils habitaient deviennent sacrées et qu'en ces lieux nul étranger à leur religion ne manque de respect à leurs 29 commandements, mais y obéisse sans tergiverser en ne tuant ni animaux ni arbres (dans les villes saintes de l'hindouisme et du jaïnisme, et dans les forêts sacrées ou bois où vivent des communautés de sadhus (ascètes, ermites), il est interdit à quiconque de chasser, de blesser ou d'assassiner des créatures, animaux, arbres).
Les Bishnoïs enregistrent leur généalogie et cette sorte d'état-civil leur a permis de constituer la liste nominative de toutes les victimes du massacre (noms, lignées, liens de parenté, villages d'origine).
Cet épisode de l'histoire indienne inspira peut-être au XXe siècle l'action du Mouvement Chipko, groupes de villageois opposés à l'exploitation commerciale des forêts. En réalité, déraciner les plantes et abattre des arbres sont également des fautes (contraires à l'ahiṃsā) chez les jaïns et d'autres hindous ; de plus, de nombreux types d'arbres et de végétaux (banyan, tulsi) sont sacrés et vénérés par de très nombreux hindous. Nietzsche rappelle dans son cours Le Service divin des Grecs que vénérer des arbres (dendrolâtrie) est une pratique commune à l'ensemble de l'humanité lors de la préhistoire et pendant l'antiquité, les arbres étant les « premiers temples (…) où logeaient l'esprit des divinités ».
Des bishnoïs sont toujours tués aujourd'hui, car ils n'hésitent pas à s'interposer physiquement pour sauver une vie animale menacée par des chasseurs ou des braconniers.

## Fait divers
La communauté bishnoïe s'enflamma lorsqu'en 1998 l'acteur de Bollywood Salman Khan, abattit deux antilopes au cours d'une chasse illégale dans la région de Jodhpur. L'affaire fit scandale dans toute l'Inde et les Bishnoïs finalement eurent gain de cause avec la condamnation de Salman Khan à cinq ans de prison ,.

## Quelques principes Bishnoï
- Ne jamais abattre un arbre verdoyant, attendre que le bois soit mort pour l'utiliser comme bois de construction.
- Mettre les morts simplement en terre qui se nourrira de la chair. Faire l'économie du bois pour la crémation ou le cercueil.
- La propreté et l'hygiène gardent de la maladie.
- Protéger la vie sauvage qui maintient la fertilité des sols et l'équilibre naturel des espèces. Ils sont tenus de réserver un dixième de leur récolte céréalière pour l'alimentation de la faune locale.
- Conserver l'eau à l'usage des hommes et des animaux et en construisant des réservoirs partout où cela est nécessaire.
- Pratiquer le végétarisme et se prémunir contre toute addiction.
- Ne rien attendre du râja ou du gouvernement, ne compter que sur la communauté.
- Les femmes, sources de la vie, s'habilleront de vêtements rouge ou orange brillant, et les hommes de blanc, symbole de dévotion.